# Bephrata noyesi
Bephrata noyesi is een vliesvleugelig insect uit de familie Eurytomidae. De wetenschappelijke naam is voor het eerst geldig gepubliceerd in 2009 door Gates & Hanson.